# Claire-Louise Bennett
Pour les articles homonymes, voir Bennett.
Claire-Louise Bennett est une romancière britannique, vivant en Irlande. Elle est l'autrice de Pond (2015), roman sélectionné pour le prix Dylan-Thomas et de Checkout 19 (2021), présélectionné pour le prix Goldsmiths.

## Biographie
Claire-Louise Bennett grandit dans une famille ouvrière du Wiltshire. Elle étudie la littérature et le théâtre à l'université de Roehampton à Londres. Elle réside à Galway en Irlande depuis une vingtaine d'années.

## Œuvre littéraire
Ses nouvelles et ses essais sont publiés dans différentes revues britanniques : la White Review, The Stinging Fly, The Penny Dreadful, The Moth, Colony, The Irish Times, Gorse.

## Publications
- Pond, 2016 (ISBN 978-1-910695-09-8 et 1-910695-09-2, OCLC 926095174)[7],[8],[9] ; traduction française parue sous le titre L'étang aux Éditions de l'Olivier en 2018.
- Checkout 19, 2021 (ISBN 978-1-78733-354-3, 1-78733-354-X et 1-78733-355-8, OCLC 1225288022)[10],[11],[12],[13].

## Récompenses
- 2013 : Lauréat, The White Review Short Story Prize pour La Dame de la maison[14],[6].
- 2016: Présélectionné, Prix Dylan Thomas pour Pond [3],[15].
- 2021 : Présélectionné, Goldsmiths Prize pour Checkout 19[16],[17].